# Říšská orlice
Říšská orlice (německy Reichsadler) je historický státní znak odvozený od římské heraldické Aquily a používaný v různých obdobích historie Německa, včetně Německého císařství, Výmarské republiky a nacistického Německa.

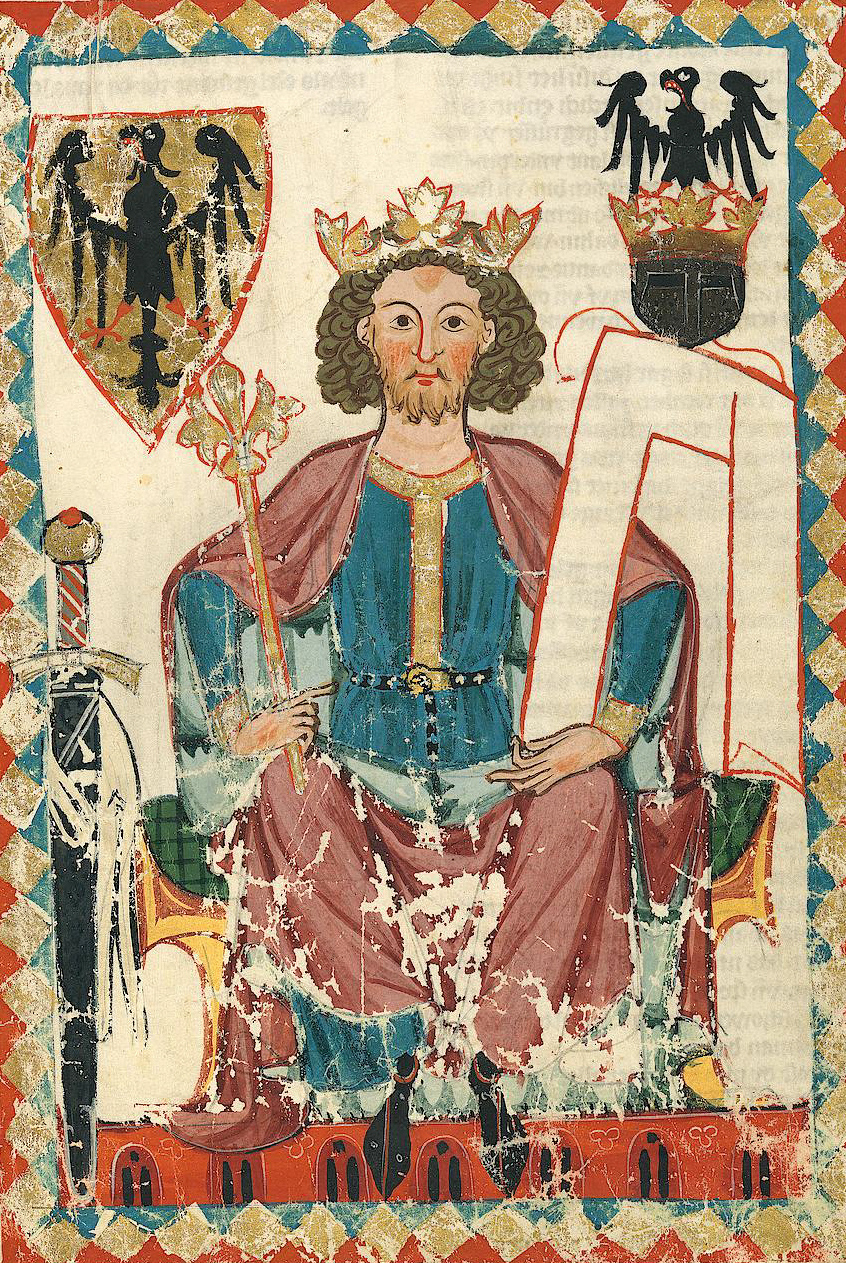
Císař Jindřich VI., Hadlaub, Codex Manesse, okolo roku 1300

Původ lze vystopovat v symbolu Svaté říše římské, kdy byla orlice znakem říšské moci (na rozdíl od říšských států). Byla míněna jako ztělesnění odkazu na římskou tradici (translatio imperii), podobně jako u orla používaného Palaiologovci v Byzantské říši nebo cary v Rusku.
Říšská orlice se začala vyskytovat v 9. století na praporech Karla Velikého a jeho následovníků. (Dvouhlavý) orel byl atributem Fridricha II. Štaufského v Chronica Majora od Matthewa Parise okolo roku 1250, vyskytoval se i na hradbách svobodného říšského města Kaiserswerth ve 13. století. Říšská orlice byla vůbec široce využívána říšskými městy, například Lübeckem, Besançonem nebo Chebem, ke zdůraznění jejich statusu. Řád německých rytířů pod vedením Hermanna von Salza měl z moci císaře Fridricha II. privilegium vyobrazovat říšskou orlici ve svém erbu. Po transformaci Řádu německých rytířů na Pruské vévodství v roce 1525 se začal používat černý orel.
Zikmund Lucemburský používal po své korunovaci císařem v roce 1433 černého (dvouhlavého) orla, zatímco (jednohlavá) orlice zůstala pro označování zvoleného Krále Římanů a budoucího císaře. Po rozpadu císařství v roce 1806 přijala habsburská monarchie dvouhlavého orla, zvýrazněného štítem Lotrinských a řetězem Řádu zlatého rouna, jako znak Rakouského císařství. Od roku 1919 je orlice vyobrazena ve znaku Rakouska.
Při revolucích v roce 1848 byly učiněny určité pokusy reimplementovat říšskou orlici do symbolu národní jednoty. Tyto ideje byly opět opuštěny, když se orlice s pruským štítem stala znakem bismarckovské maloněmecké koncepce v hranicích Německého císařství v roce 1871. Po 1. světové válce si Výmarská republika prezidenta Friedricha Eberta osvojila prostou verzi říšské orlice, která se pak používala až do roku 1935.
Za vlády nacistů se v roce 1935 stala na příkaz Hitlera státním znakem stylizovaná říšská orlice kombinovaná s nacistickým hákovým křížem. Navzdory středověkému původu je termín „říšská orlice“ běžně spojován právě touto specifickou verzí z doby nacismu. NSDAP používala pro sebe samu velmi podobný symbol, nazývaný „stranická orlice“ (Parteiadler). Tyto dva znaky je třeba rozlišovat, říšská orlice hledí přes své pravé rameno, zatímco stranické orlice přes levé.
Po 2. světové válce se Německo v roce 1950 za prezidenta Theodora Heusse vrátilo k orlici používané Výmarskou republikou. Moderní znak Německa se nazývá „spolková orlice“ (Bundesadler).

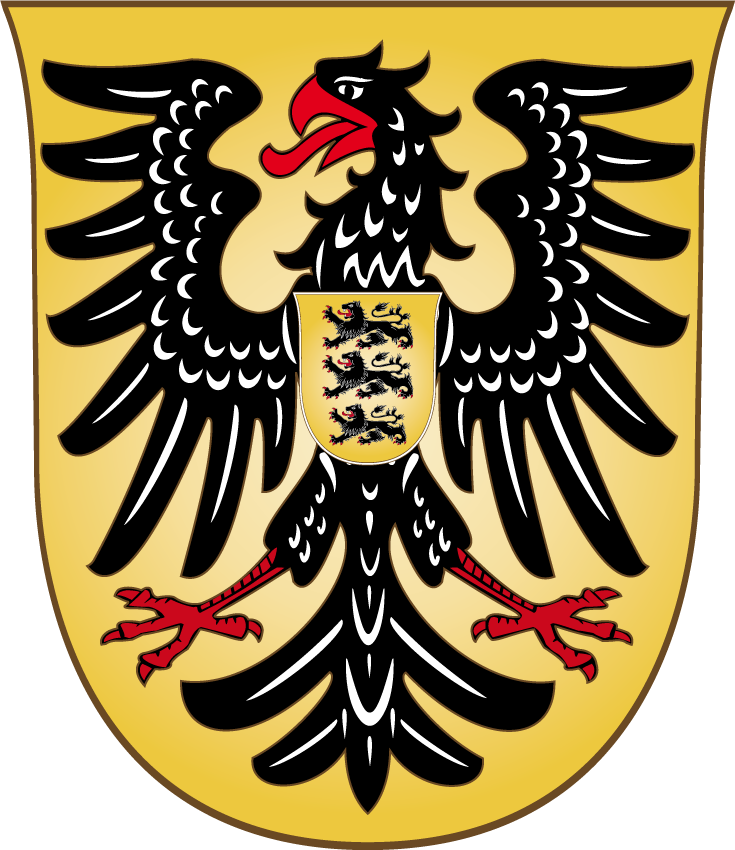
Štaufští císaři 1155-1197
Znak Svaté říše římské
Znak Zikmunda Lucemburského v roce 1433
Znak Rakouského císařství 1804-1867
Říšská orlice (1888-1918) v Německém císařství
Říšská orlice (1919-1935) ve Výmarské republice
Říšská orlice (1935–1945) v nacistickém Německu
„Stranická orlice“ (neplést si s říšskou orlicí)
Znak Západního Německa 1950-1990
Znak sjednoceného Německa od roku 1990